# Bacín
Bacín es un recipiente vidriado de forma cilíndrica o troncocónica, normalmente con una o dos asas, usado desde la antigüedad para recoger los excrementos del cuerpo humano. En la geografía del idioma español también han sido muy populares sus diminutivos: bacinejo, bacinilla, bacinica, y baciniya. Otros sinónimos compartidos con orinal son: el perico (alto y con tapadera); el beque marinero; el sillico (por el diminutivo de silla); el dompedro, forma coloquial de orinal; la galanga (antecedente de la cuña, con mango hueco y forma de botella); el zambullo (uno de los más grandes de la serie); el "vaso de noche", y la chata (el bacín plano de los enfermos). Se acepta como origen etimológico la voz del latín medieval «bacinus».

## Precedentes y evolución histórica

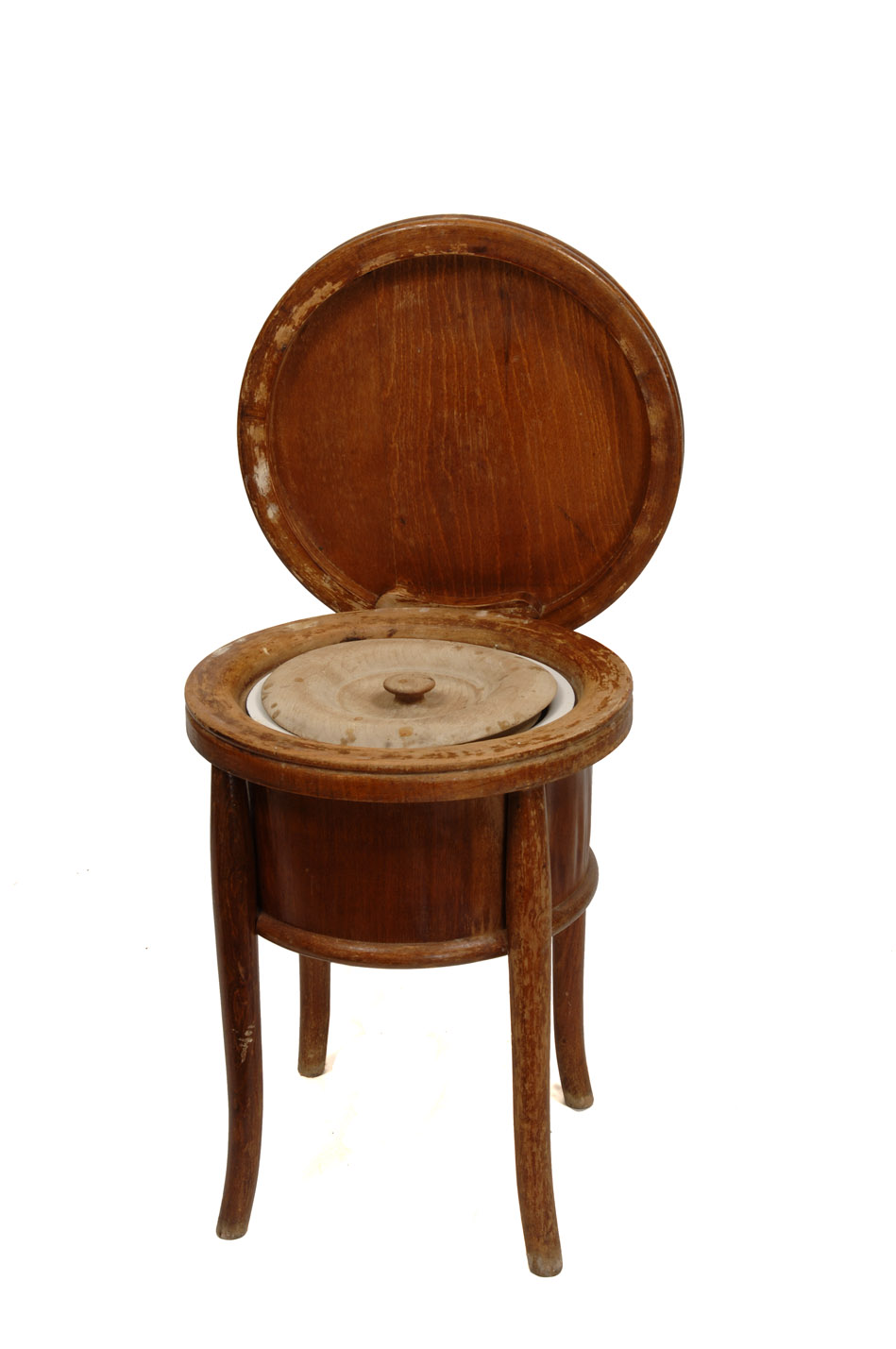
Bacín de silla de madera y hierro. Primera mitad del. Museu Valencià d'Etnologia.

Desde que la alfarería se puso al servicio de todo tipo de necesidades domésticas, las culturas más desarrolladas de la Antigüedad han dispuesto de vasijas de cerámica destinadas al capítulo supuestamente higiénico cubierto por el bacín. Progresivamente, las vasijas de barro vidriado aceptaron la competencia de metales y aleaciones y se hicieron más pequeñas. Las bacinillas, que acabarían denominándose orinales, tuvieron en el hierro esmaltado y las porcelanas sus materiales de mayor difusión industrial.
Las primeras noticias del precedente del bacín se sitúan en la corte del primer Sesóstris egipcio; asimismo, los arqueólogos lo han rastreado en Xi'an, en China, 1950 años a. C.
Bacines de bronce y cerámica de varios tamaños fueron de uso común en las grandes culturas clásicas occidentales; así, el moderno «δοχείο νυκτός» de los griegos, la «cubiculum olla» citada por Petronio y Juvenal y, más tarde, en el siglo I d. C., los bacines de plata que San Clemente no veía con buenos ojos.
La morfología de los recipientes usados para recibir los excrementos fue variando con los tiempos, se tiene noticia de que en la antigüedad fueron ligeramente ovales, y de que al final del Medievo y en el Renacimiento se hicieron aún más alargados, como los bacines hispanos-árabes en forma de barca fabricados en arcilla. Más tarde serían cilíndricos, de barro vidriado, madera y estaño, hasta llegar a los más típicos de la modernidad, casi globos esféricos. El bacín bajo de supuesto origen francés, el orinal del siglo XVII, llegaría a fabricarse a gran escala en materiales refinados como la porcelana, haciéndose popular un siglo después y produciéndose industrialmente en distintos materiales, hasta la actualidad.
Desde 2007 existe en Ciudad Rodrigo (España) un Museo del orinal con más de 1.300 piezas de una treintena de países, fabricados en barro, metal y porcelana, entre otros materiales. El ejemplar más antiguo, está datado hacia el siglo XIII; se trata de un bacín islámico de arcilla, decorado con ocho pinceladas de óxido de cobalto.

## Iconografía artística

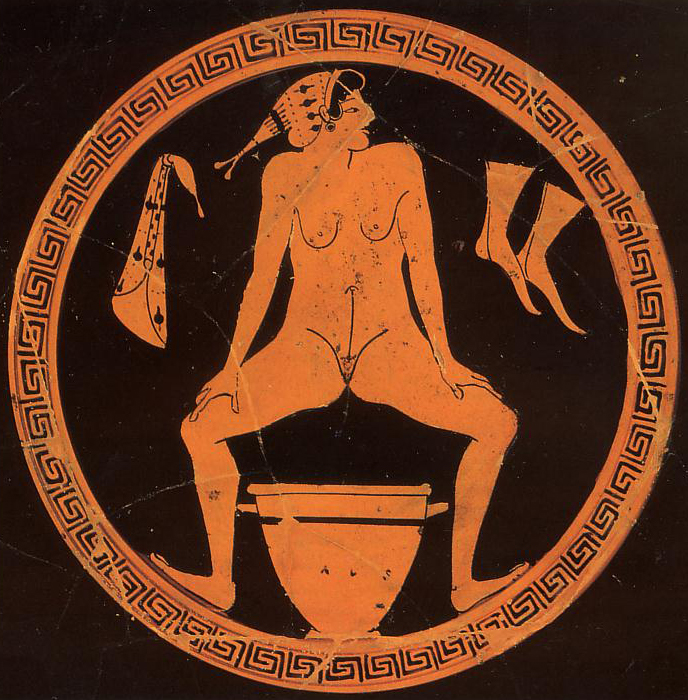
Mujer orinando en un skyphos. Tondo de un kilix típico de la cerámica de figuras rojas, hacia 480 a. C. Neues Museum de Berlín.
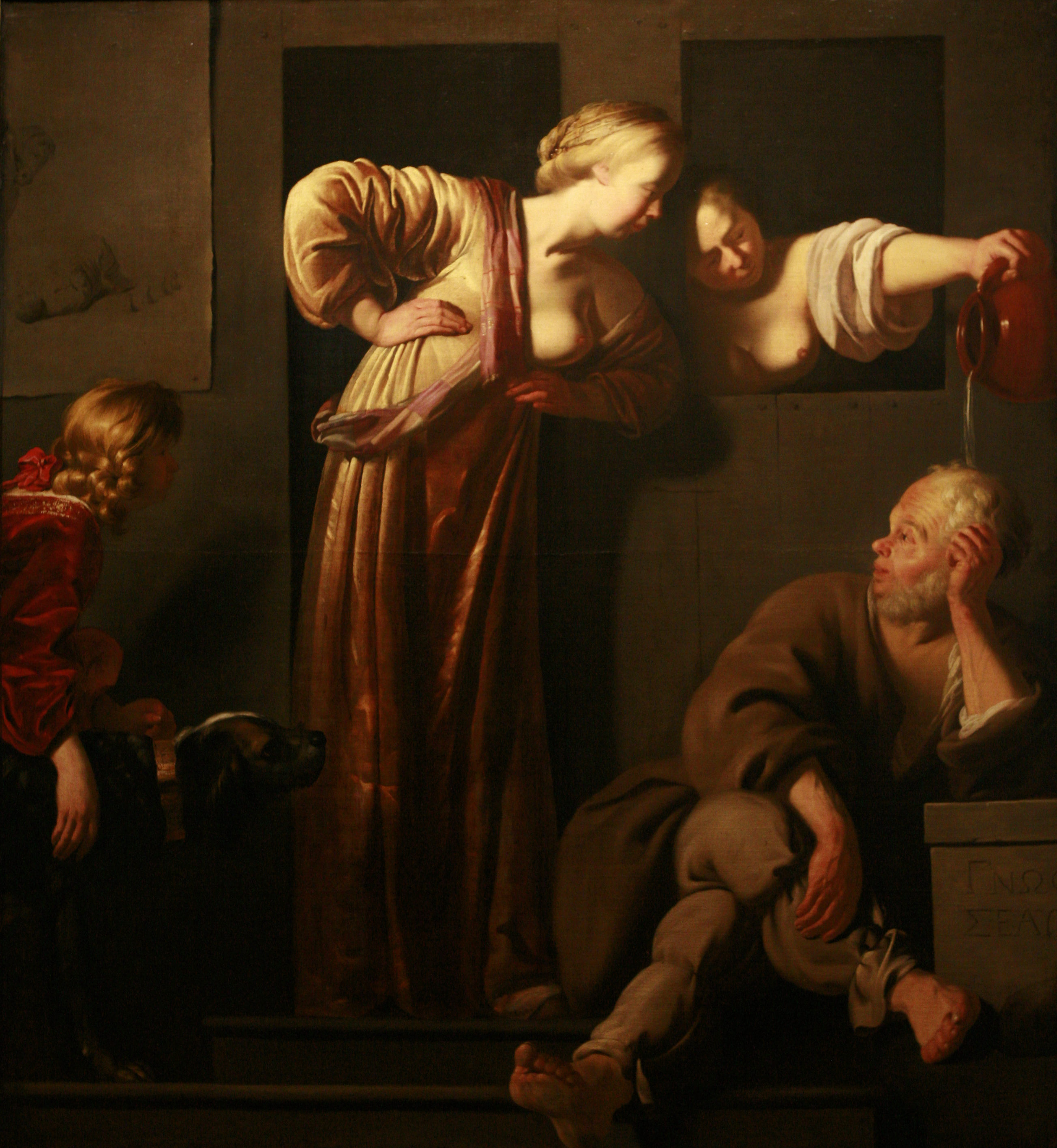
Jantipa vacía el "bacín" en la cabeza de Sócrates, óleo de Reyer Jacobsz van Blommendael, hacia 1655. Museo de Bellas Artes de Estrasburgo.
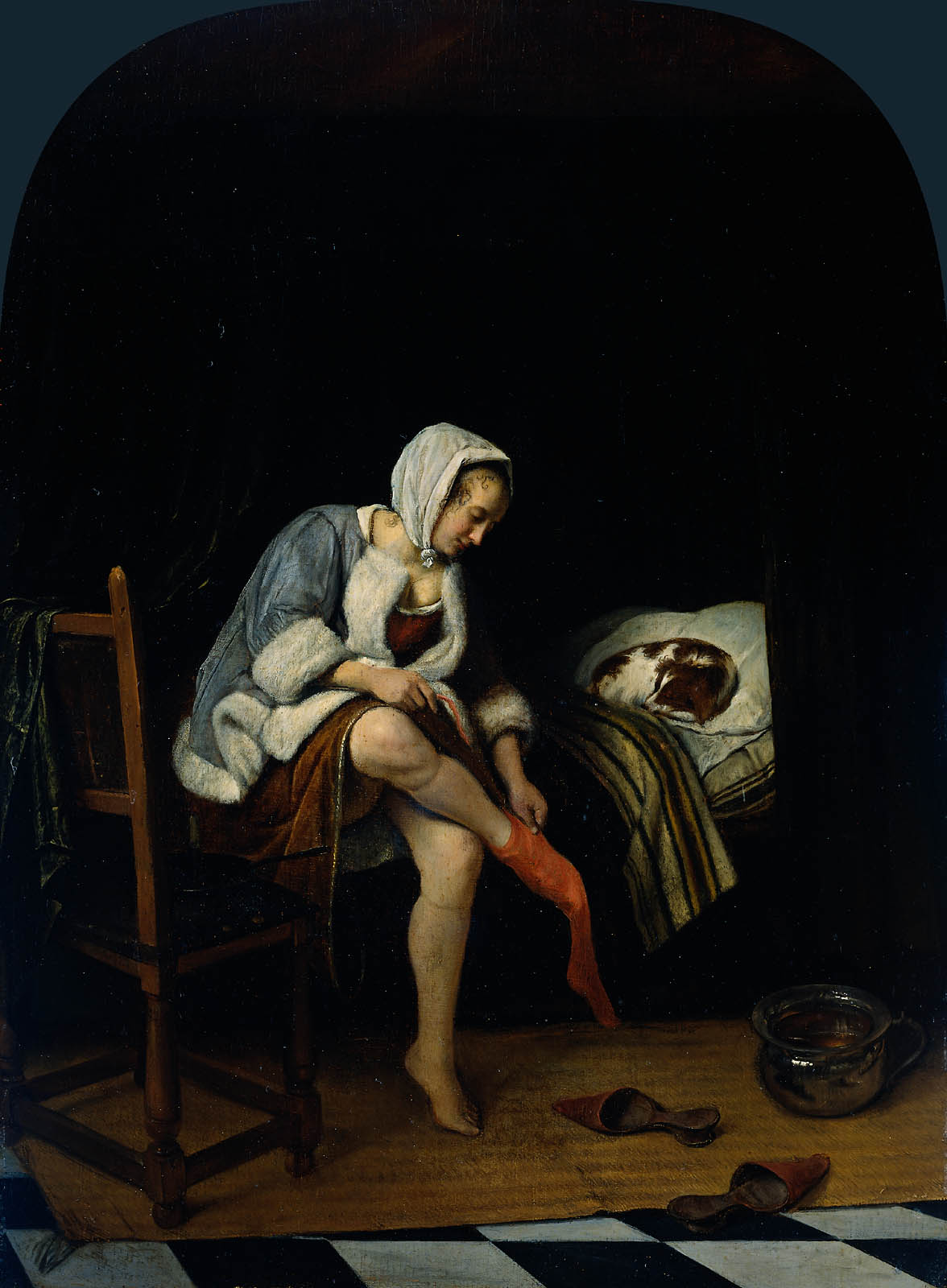
Mujer desvistiéndose (abajo, a la derecha un bacín-orinal vidriado). Pintado por Jan Steen hacia 1660. Rijksmuseum.
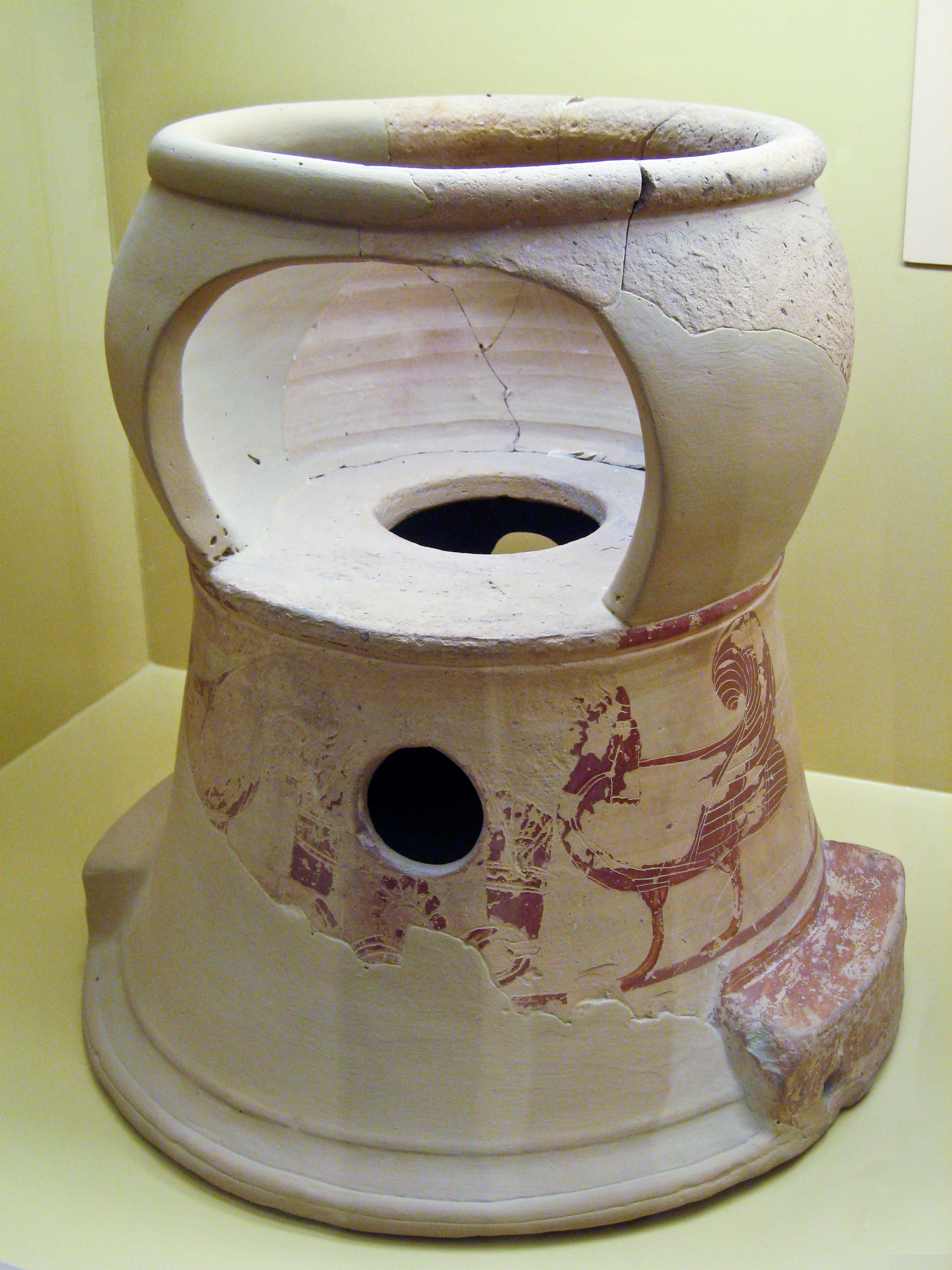
Bacín infantil hacia el siglo VI a. C. Museo del Ágora de Atenas.
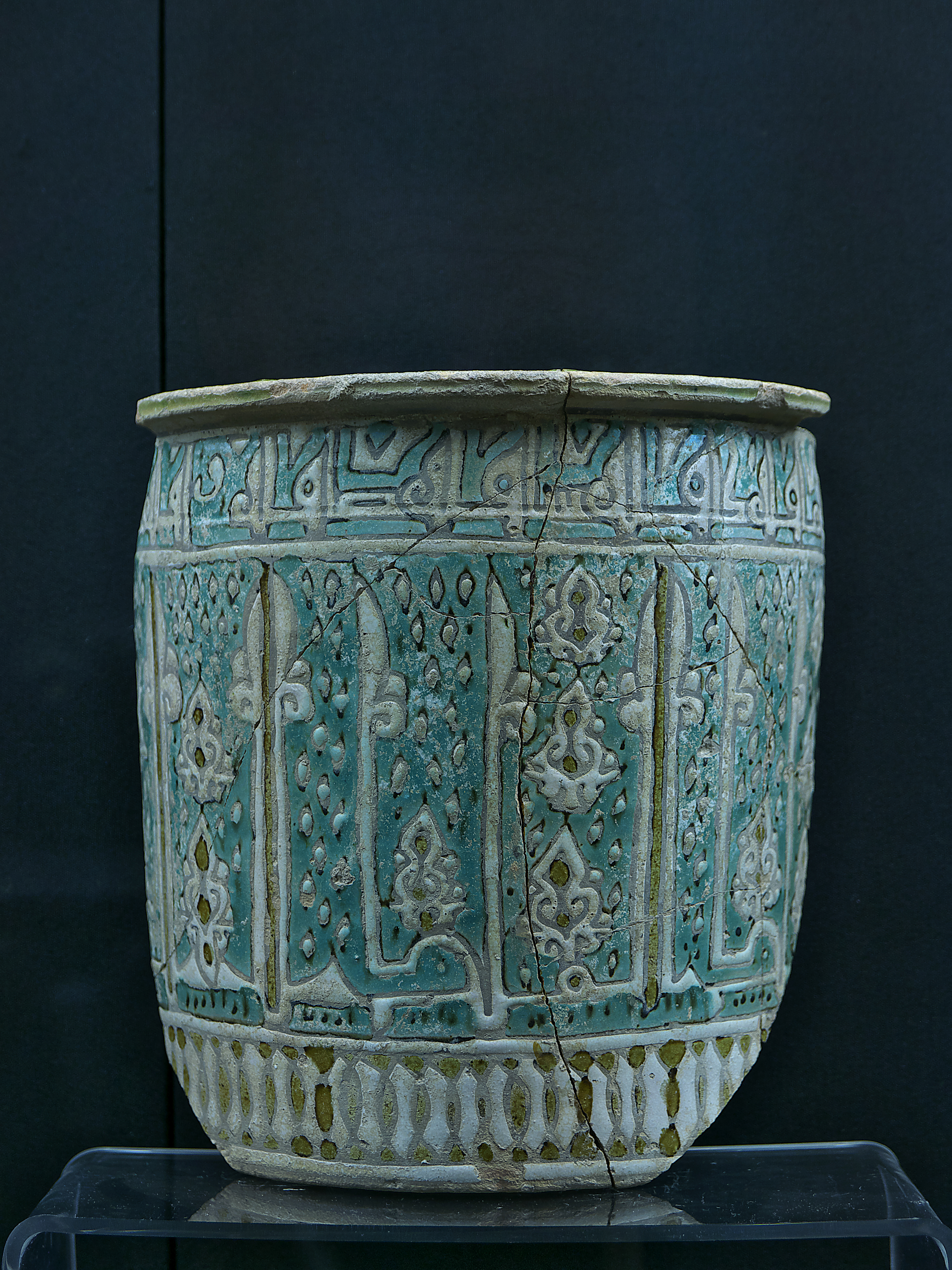
Bacín musulmán de Cocentaina (siglos X-XI).